# Urfaust

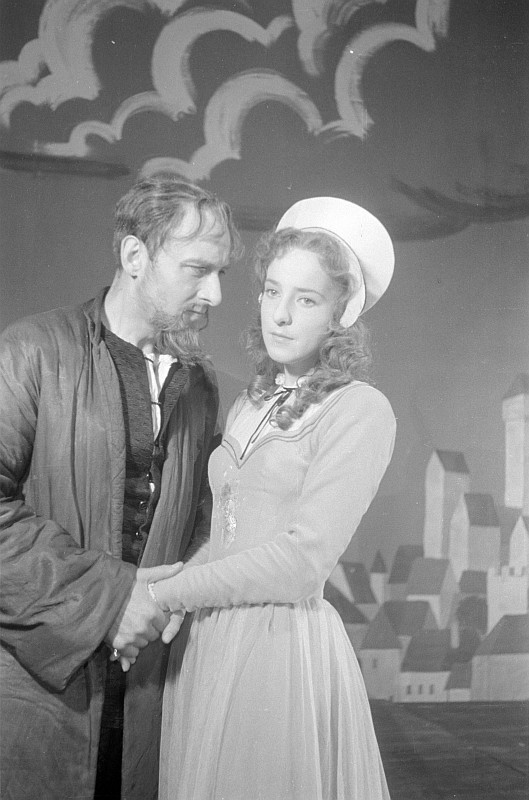
Szene aus dem Urfaust mit Joana Maria Gorvin als Gretchen und Konrad Wagner als Faust, Berlin 1945

Unter dem Urfaust (auch als Faust. Frühe Fassung oder Faust in ursprünglicher Gestalt bekannt) versteht man Goethes ersten Entwurf für sein späteres Theaterstück Faust. Er entstand, parallel zu den Leiden des jungen Werthers, 1772 bis 1775 in Frankfurt am Main. Auslöser für die stoffliche Bearbeitung war die Verurteilung und Hinrichtung der Kindesmörderin Susanna Margaretha Brandt, deren Gerichtsprozess Goethe verfolgt haben muss, wie die nach seinem Tod bei ihm gefundenen Kopien von Prozessakten zeigen.
1775 las Goethe erstmals am Hof zu Weimar, danach unter anderem auch im Erfurter Schloss Stedten, das im Besitz der mit ihm befreundeten Familie Keller war, aus dem Urfaust vor. Das Publikum war von der unkonventionellen Form und Sprache begeistert. Goethe wurde im Anschluss immer wieder auf Fertigstellung des Stückes gedrängt, unter anderem von seinem Freund Friedrich Schiller.
Es existiert nur eine Abschrift des Urfaust, sie stammt aus dem Besitz von Luise von Göchhausen und enthält in der heute noch erhaltenen Version einige der Szenen, die dann später in Faust I eingearbeitet wurden. Im Urfaust sind viele Passagen noch in Prosa verfasst, während im Faust I nur noch die Szene Trüber Tag. Feld ohne Versform auskommt.
Die Uraufführung des Urfaust fand am 8. Mai 1918 in Frankfurt statt.

## GoethesFaustim Wandel der Epochen
Goethes Arbeit am Faust zog sich über insgesamt sechs Jahrzehnte hin. Die verschiedenen Fassungen können insgesamt drei unterschiedlichen Epochen zugeordnet werden, die den Stil und Inhalt des Stückes entsprechend beeinflusst haben.
| Titel                                                   | Entstehungszeit | Alter Goethes (* 28. August 1749; † 22. März 1832) | Epoche, die am ehesten auf das jeweilige Werk zutrifft |
| ------------------------------------------------------- | --------------- | -------------------------------------------------- | ------------------------------------------------------ |
| Urfaust (bzw.: Faust. Frühe Fassung)                    | ≈ 1772–1775     | ≈ 23–26                                            | Sturm und Drang                                        |
| Faust. Ein Fragment a)                                  | ≈ 1788–1790     | ≈ 39–41                                            | Weimarer Klassik                                       |
| Faust. Eine Tragödie (später: Der Tragödie erster Teil) | ≈ 1797–1805     | ≈ 48–56                                            | Sturm und Drang, Weimarer Klassik                      |
| Faust. Der Tragödie zweiter Teil b)                     | ≈ 1825–1831     | ≈ 76–82                                            | Weimarer Klassik, Romantik                             |

## Vergleich: Urfaust und Faust I (Faust. Der Tragödie erster Teil)
Die folgende Tabelle vergleicht die Szenen der beiden Werke, anschließend werden die wichtigsten Unterschiede kurz erläutert. Die Bezeichnung der Szenen im Urfaust stehen in der Originalfassung, in Klammern stehen Auftritte, die in der übergeordneten Szene enthalten sind, also keinen eigenen Namen haben.
Legende
- ×: Szene ist in einer Fassung nicht vorhanden bzw. nicht vergleichbar.
- ≈: Szenen ähneln sich bis auf wenige, aber entscheidende Merkmale.
- =: Szenen sind (bis auf kleinere Unterschiede) gleich bzw. gleichwertig.

| Urfaust                     | Vergleich  | Faust I                     |
| --------------------------- | ---------- | --------------------------- |
|                             | ×          | Zueignung                   |
|                             | ×          | Vorspiel auf dem Theater    |
|                             | ×          | Prolog im Himmel            |
| Nacht                       | ≈          | Nacht                       |
|                             | ×          | Vor dem Tor                 |
|                             | ×          | Studierzimmer I             |
| (Schülerszene)              | ≈          | Studierzimmer II            |
| Auerbachs Keller in Leipzig | ≈          | Auerbachs Keller in Leipzig |
| Land Strasse                | ×          |                             |
|                             | ×          | Hexenküche                  |
| Strasse                     | =          | Straße I                    |
| Abend                       | =          | Abend                       |
| Allee                       | =          | Spaziergang                 |
| Nachbaarinn Haus            | =          | Der Nachbarin Haus          |
| (gleiches Gespräch)         | =          | Straße II                   |
| Garten                      | =          | Garten                      |
| Ein Gartenhäusgen           | =          | Ein Gartenhäuschen          |
|                             | ×          | Wald und Höhle              |
| Gretgens Stube              | =          | Gretchens Stube             |
| Marthens Garten             | =          | Marthens Garten             |
| Am Brunnen                  | =          | Am Brunnen                  |
| Zwinger                     | =          | Zwinger                     |
|                             | ≈ (s. u.!) | Nacht                       |
| Dom                         | =          | Dom                         |
| Nacht                       | ≈ (s. o.!) |                             |
|                             | ×          | Walpurgisnacht              |
|                             | ×          | Walpurgisnachtstraum        |
| (gleiches Gespräch)         | =          | Trüber Tag. Feld            |
| Nacht. Offen Feld           | =          | Nacht. Offen Feld           |
| Kerker                      | ≈          | Kerker                      |

### Wichtigste Unterschiede
- Die Zueignung ist an die Gestalten des Urfaust gerichtet, daher natürlich auch erst im Faust I zu finden.
- Durch den fehlenden Prolog im Himmel gibt es keine „Wette“ zwischen dem Herrn und Mephisto.
- Die Szene Nacht ist kürzer. Faust erwägt nicht, sich umzubringen.
- Mephisto tritt erstmals in der Szene Nacht beim Schülergespräch auf. Es gibt keine ausdrückliche Einführung seines Charakters und auch keinen Pakt zwischen ihm und Faust.
- Auerbachs Keller in Leipzig: Erste gemeinsame Szene von Faust und Mephisto, zahlreiche geänderte Dialoge, oft ohne Reimform. Auffallend ist, dass Faust (nicht Mephisto) den Wein „ausgibt“ und die anwesenden Studenten sowohl ver- als auch entzaubert.
- Hexenküche: Ohne diese Szene fehlen auch Fausts Verjüngungstrank und das Bild der Helena im Spiegel.
- Wald und Höhle: Auch dieses Kapitel wurde erst nachträglich eingebaut, was erneut die geringere Bedeutung Mephistos zeigt.
- Nacht: Valentin tritt zwar auf, es bleibt allerdings beim ersten Monolog. Einen Hinweis auf den Kampf und anschließenden Tod Valentins durch Faust gibt es nicht, ebenso fehlt das Gespräch mit Gretchen.
- Wie die Hexenküche sind auch die Walpurgisnacht und der zugehörige Traum nicht enthalten. Damit fehlt beim Urfaust ein Großteil des metaphysischen und mythologischen Hintergrunds.
- Viele Enjambements (Prosaform) knüpfen in der Szene im Kerker stilistisch an Auerbachs Keller und das Gespräch vor Nacht. Offen Feld an. Am Ende wird Gretchen nicht erlöst; es fehlt die Stimme von oben: „Ist gerettet!“ Stattdessen gibt es hier einen Hinweis auf Valentins Tod (blutige Hand und Degen – ähnlich Faust I, Verse 4512–4517).
- Nach Marcel Reich-Ranicki wurde der Ausspruch Gretchens: „Mein Schoß! Gott drängt / Sich nach ihm hin / Ach dürft ich fassen / Und halten ihn“, wegen der gesellschaftlichen Konventionen von Goethes Epoche in „Mein Busen drängt / Sich nach ihm hin. / Ach dürft ich fassen / Und halten ihn.“ abgeändert.[3]

Zusammenfassung der Hauptunterschiede:
- Im Urfaust gibt es keine Wetten.
- Mephisto ist mehr Neben- als Hauptfigur, Faust ist selbständiger.
- Der Fokus liegt auf der Liebestragödie um Gretchen.

## Ausgaben
- Zuerst veröffentlicht im Jahr 1887, herausgegeben von Erich Schmidt: Goethes Faust in ursprünglicher Gestalt nach der Göchhausenschen Handschrift. Weimar: Hermann Böhlau.
- Urfaust / Faust. Ein Fragment, bearbeitet von Ernst Grumach. Akademie-Verlag, Berlin (DDR) 1954 (Werke Goethes, herausgegeben von der Deutschen Akademie der Wissenschaften zu Berlin unter Leitung von Ernst Grumach, Faust, Band 1).
Angelegt als historisch-kritische Ausgabe; Apparat fehlt.